# Државни пут 25
Државни пут првог Б реда 25 је државни пут у средишњем делу Србије, у области Шумадије. Пут повезује Београд са Шумадијом.
Постојећи пут 25 је готово целом дужином магистрални пут са две саобраћајне траке.

## Постојеће деонице пута
| Број деонице | Име деонице                              | Дужина | Коментар                                                           |
| ------------ | ---------------------------------------- | ------ | ------------------------------------------------------------------ |
| 0258         | Мали Пожаревац - Мали Пожаревац (насеље) | 0,7    | Почетак од ауто-пута А1; Укрштање са путем 350 у Малом Пожаревцу   |
| 0259         | Мали Пожаревац (насеље) - Влашко Поље    | 7,8    | Укрштање са путем 149 у Влашком Пољу                               |
| 0260         | Влашко Поље - Младеновац 1               | 6,0    | Укрштање са путем 155 у Младеновцу                                 |
| 0261         | Младеновац 1 - Младеновац 2              | 2,1    | Укрштање са путем 147 у Младеновцу                                 |
| 1039         | Младеновац 2 - Међулужје                 | 5,1    | Укрштање са путем 151 у Међулужју                                  |
| 0262         | Међулужје - Крћевац                      | 12,3   | Укрштање са путем 27 у Крћевцу                                     |
| 0263         | Крћевац - Топола                         | 4,6    | Преклоп са путем 27; Укрштање са путем 152 у Тополи                |
| 1012         | Топола - Топола 1                        | 1,0    | Преклоп са путем 27                                                |
| 0264         | Топола 1 - Горња Трнава                  | 11,4   | Укрштање са путем 369 у Горњој Трнави                              |
| 0265         | Горња Трнава - Влакча                    | 3,2    | Укрштање са путем 367 у Влакчи                                     |
| 0266         | Влакча - Церовац                         | 12,4   | Укрштање са путем 157 у Церовцу                                    |
| 0267/1196    | Церовац - Крагујевац 1                   | 9,4    | Градска деоница; Делом 4 траке; Укрштање са путем 177 у Крагујевцу |
| 0268         | Крагујевац 1 - Крагујевац 3              | 2,8    | Градска деоница са 4 траке; Укрштање са путем 24 у Крагујевцу      |